# Pictoepalpus clarus
Pictoepalpus clarus är en tvåvingeart som beskrevs av Townsend 1915. Pictoepalpus clarus ingår i släktet Pictoepalpus och familjen parasitflugor.
Artens utbredningsområde är Peru. Inga underarter finns listade i Catalogue of Life.